# Всемирный день шоколада
День шоколада — праздник, посвящённый кондитерскому изделию из какао-масла.

## Датировка
В разных традициях дата, посвящённая шоколаду, может варьироваться. В англоязычном секторе интернета распространена «всемирная» дата празднования 7 июля (англ. World Chocolate Day), впервые зафиксированная в книге Джинджер Картер-Маркс «The 2009 Weird & Wacky Holiday Marketing Guide» на странице 43. Дата приписывается якобы первому появлению шоколада в Европе, привезённого из Америки в 1550 году
В России и Латвии «всемирной» датой признаётся 11 июля, что приписывается и связывается с неким празднованием французских кондитеров, проведённом в 1995 году
Помимо него, существует ещё один «всемирный день» — «International Chocolate Day», введённый американской National Confectioners Association для даты 13 сентября, что совпадает с днем рождения основателя первой американской шоколадной компании Милтона Херши. Эта связь показана на странице 6 издания Пенсильванского государственного университета за 2008 год под названием «Creative Forecasting, Volume 20, Issues 7-12». 
В США имеется также Национальный день шоколада — 28 октября незадолго до Хэллоуина.
Гана, как крупнейшая страна-экспортер какао, для продвижения шоколада местного производства учредила собственное национальное шоколадное торжество, приходящееся на 14 февраля

## Празднование
В крупных городах Российской Федерации, от Санкт-Петербурга до Владивостока, 11 июля проходят мероприятия, конкурсы и фестивали по случаю этого праздника.